# Mathilde von Dellingshausen
Mathilde Isalie Laura Luise Freiin von Dellingshausen (* 4. Apriljul. / 16. April 1854greg. in Libau; † 22. September 1920 in Stuttgart) war die Gründerin des Rettungsvereins zum guten Hirten, heute Sozialdienst katholischer Frauen e.V. Diözese Rottenburg-Stuttgart.

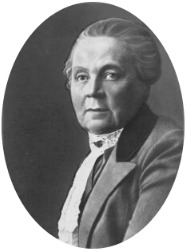
Fotografie eines Gemäldes von Mathilde von Dellingshausen

## Leben und soziales Werk
Sie wurde als fünftes von sechs Kindern des zaristischen Gardeoffiziers Julius Adolf von Dellingshausen (* 19. Januar 1808 in Reval; † 10. Januar 1882 in Stuttgart) und dessen Ehefrau Juliane Eleonore, geb. Gräfin von Kleist-Keyserlingk  (* 27. Juni 1818 in Gawesen, Kurland; † 15. Januar 1900 in Stuttgart) geboren. Mathilde wurde nach dem Glauben der Mutter in ihrem deutschbaltischen Elternhaus evangelisch getauft und erzogen. Der Vater wurde früh invalidiert, deshalb zog die Familie 1859 nach Wiesbaden, 1866 verlegte sie ihren Wohnsitz nach Stuttgart. Die Familie fand Zugang zum württembergischen Hof von König Karl I. und dessen Frau Olga, Tochter des russischen Zaren Nikolaus I. In Großfürstin Wera, einer Nichte der Königin, die im gleichen Alter wie Mathilde war, fand diese eine Freundin, die ihr zeitlebens verbunden blieb. Angeregt durch französische Erbauungsliteratur interessierte sie sich für den katholischen Glauben. Während eines Urlaubs im Hause ihres Onkels lernte sie den Abbé Quignard, Curé de St-Eustache (Paris), kennen, der ihr Konvertitenunterricht erteilte. Am 19. Februar 1883 trat sie heimlich in Paris zum katholischen Glauben über. Zurück in Stuttgart suchte sie nach einer caritativen Betätigung im katholischen Umfeld. Auf Anregung von Emilie Freifrau von Soden (1835–1913) arbeitete sie im Vinzenz-Elisabethen-Verein mit. Freiin Mathilde von Dellingshausen fand Zugang zu den damals als „unwürdige Arme“ bezeichneten Mädchen und Frauen und es bildete sich 1903 ein Kreis von Frauen, der sich „Hilfsverein für unwürdige Arme“ nannte. Besuche im Krankenhaus, in der Entbindungsstation und im Gefängnis machten sie sich zur Aufgabe. Am 1. Februar 1905 wurde mit Zustimmung des Rottenburger Bischofs Paul Wilhelm von Keppler der „Rettungsverein zum Guten Hirten“ gegründet, dem Mathilde von Dellingshausen bis zu ihrem Tod vorstand. Aus der Notwendigkeit heraus, den Frauen eine geschützte Unterkunft zu bieten, mietete sie Zimmer und Wohnungen an und gründete 1909 ein Heim für alleinstehende Mütter (Paulusstift). 1912 begann die Planung des Kinder- und Jugendheims Neuhausen/Fildern, das 1914 eingeweiht wurde. Aus dem Rettungsverein wurde über mehrere Umbenennungen der heutige Sozialdienst katholischer Frauen e.V. Diözese Rottenburg-Stuttgart.

## Auszeichnungen
- Olga-Orden (1910)